# Reba McEntire
Reba Nell McEntire (McAlester (Oklahoma), 28 maart 1955) is een Amerikaans countryzangeres.

## Biografie

### Gezin
Reba Nell McEntire (artiestennaam nu ook wel Reba) is geboren in McAlester, Oklahoma als dochter van Clark Vincent McEntire en Jacqueline Smith. In haar jeugd leerde ze zowel het rodeorijden als zingen en bespelen van muziekinstrumenten. Samen met haar zussen Alice (1951) en Susie (1957), en haar broer Pake (1953) vormde ze eind jaren 60 een band die bekend kwam te staan als "The Singing McEntires". In 1971 hadden ze een plaatselijke hit met het nummer "The Ballad of John McEntire", een eerbetoon aan hun grootvader, wereldkampioen op het rodeo-onderdeel stier vastbinden in de jaren 1957, 1958 en 1961. Na het zingen van het Amerikaanse volkslied tijdens de landelijke rodeofinales in Oklahoma City in 1974 werd ze opgemerkt door Red Steagall, die haar voorstelde naar Nashville te gaan om een solocarrière op te zetten. In 1976 kwam haar eerste album uit en trouwde ze met Charlie Battles, een stierenworstelaar, en behaalde ze haar onderwijspapieren voor het geval haar muzikale carrière op niets zou uitlopen.

### Carrière
Met een contract van platenlabel Mercury Records op zak begon McEntire haar carrière met een traditioneel countrygeluid. Dit sloeg echter niet erg aan doordat de radiostations dit soort muziek veelal meden en de hits bleven dan ook uit.
In 1978 begon McEntire in de hitparades voor te komen toen haar single "Three Sheets in the Wind"/"I'd Really Love to See You Tonight" een twintigste plaats bereikte. De grotere hits bleven echter uit tot de zomer van 1980 toen het nummer "(You Lift Me) Up to Heaven" de achtste plaats behaalde. Met haar nummers schoof ze meer op richting de ballads, wat loonde. Ze werd door een groter publiek ontdekt en aan het einde van 1982 had ze haar eerste nummer 1-hitnotering met de single "Can't Even Get the Blues no More".
In 1984 verruilde ze Mercury in voor MCA Records, waar ze zich vestigde als een van de populairste artiesten van de jaren 80. Met meer dan 20 miljoen verkochte albums en vier opeenvolgende Female Vocalist of the Year Awards van de Country Music Association (wat een record is dat ze deelt met Martina McBride). Tussen 1985 en 1992 had ze 24 toptienhits, waarvan er 14 ook de eerste plaats bereikten. Ondertussen begon McEntire te flirten met elementen uit de rock en pop, zowel in haar muzikale stijl als haar imago.
In 1987 scheidde ze van Charlie Battles en twee jaar later trouwde ze met haar roadmanager en steelgitarist Narvel Blackstock. Samen hadden ze de complete zeggenschap over haar carrière, van het opnemen van albums tot verkoop van merchandising tot marketing. In de jaren 90 bleef haar populariteit ongekend en was ze niet meer weg te denken uit de hitlijsten, met naast vele toptienhits ook regelmatig nummer 1-hitnoteringen. Ook begon McEntire begin jaren 90 een acteercarrière op te zetten. Ze verscheen zowel in tv-films als op het witte doek in onder andere de horrorfilm Tremors uit 1990 en de komedie One Night at McCool's uit 2001. Verder bracht ze in 1998 het album If You See Him uit, en kwam ze in 1999 met de albums The Secret of Giving: A Christmas Collection, en So Good Together. Sinds 2001 heeft ze haar eigen comedyserie Reba, waarmee ze een People's Choice Award heeft gewonnen.
Voor haar bijdrage aan de muziekindustrie heeft ze een ster gekregen op de Hollywood Walk of Fame op 7000 Hollywood Bvd, en in 1995 is ze opgenomen in de Western Performers Hall of Fame in the National Cowboy & Western Heritage Museum in Oklahoma City, Oklahoma. In 2006 kreeg ze een ster in de Music City Walk of Fame en in 2012 werd ze opgenomen in de Country Music Hall of Fame. Ze is ook een veel geziene host en artiest op awarduitreikingen. Zo heeft ze de Country Music Awards inmiddels acht keer gepresenteerd.
Op 22 november 2005 bracht McEntire het verzamelalbum Reba #1s uit. Deze dubbel-cd-compilatie bestaat uit alle 22 nummer 1-hitsingles (volgens Billboard Magazine) in chronologische volgorde. Hiernaast staan er ook nog de twee nieuwe nummers "You're Gonna Be" en "Love Needs a Holiday" op samen met elf andere grote hits.
Nog in 2005 bracht ze een eigen kledinglijn uit, onder de naam Rebawear.
De intro van haar single "Talking in your sleep" (eerste 6 seconden) heeft dienstgedaan als melodie voor de U2-hit "City of Blinding Lights".
In 2018 won ze verrassend een Grammy Award in de gospel-categorie voor het album Sing it Now: Songs of Faith & Hope, haar eerste Grammy sinds 1993 (en derde in totaal).

## Discografie tot 2019
- 1977: Reba McEntire
- 1979: Out of a Dream
- 1980: Feel the Fire
- 1981: Heart to Heart
- 1982: Unlimited
- 1983: Behind the Scene
- 1984: Just a Little Love
- 1984: My Kind of Country
- 1985: Have I Got a Deal for You
- 1986: Whoever's in New England
- 1986: What Am I Gonna Do About You
- 1987: The Last One to Know
- 1988: Reba
- 1989: Sweet Sixteen
- 1990: Rumor Has It
- 1991: For My Broken Heart
- 1992: It's Your Call
- 1994: Read My Mind
- 1995: Starting Over
- 1996: What If It's You
- 1998: If You See Him
- 1999: So Good Together
- 2003: Room to Breathe
- 2007: Reba: Duets
- 2009: Keep On Loving You
- 2010: All The Women I Am
- 2015: Love Somebody
- 2017: Sing It Now: Songs of Faith & Hope
- 2019: Stronger Than the Truth

## Trivia
- McEntires bijnaam is "The Queen of Country Music".
- Op 16 maart 1991 kwam haar complete band om toen het vliegtuig waar ze in zaten neerstortte vlak bij San Diego.